# Alag
Alag (devanagari: अलग, nastaliq: الگ; tłum: Odmienny, inne tytuły: Alag: He Is Different.... He Is Alone...) – bollywoodzki dramat science fiction wyreżyserowany w 2006 roku przez Ashu Trikha. W rolach głównych Akshay Kapoor i Dia Mirza. To remake filmu hollywoodzkiego Powder (z Seanem Patrickiem Flanerym).
W piosence Sabse Alag występuje wielu znanych aktorów, m.in. Shah Rukh Khan.

## Obsada
- Dia Mirza – Purva Rana
- Akshay Kapoor – Tejas Rastogi
- Jayant Kriplani – p.Rana (ojciec Purvy)
- Mukesh Tiwari
- Sharat Saxena
- Yatin Karyekar – p. Rastogi (ojciec Tejasa)

- Shahrukh Khan – gościnnie w piosence Sabse Alag
- Preity Zinta – gościnnie w piosence Sabse Alag
- Sushmita Sen – gościnnie w piosence Sabse Alag
- Abhishek Bachchan – gościnnie w piosence Sabse Alag
- Karan Johar – gościnnie w piosence Sabse Alag
- Bipasha Basu – gościnnie w piosence Sabse Alag
- Priyanka Chopra – gościnnie w piosence Sabse Alag
- Arjun Rampal – gościnnie w piosence Sabse Alag
- Bobby Deol – gościnnie w piosence Sabse Alag
- Lara Dutta – gościnnie w piosence Sabse Alag

## Piosenki
1. Sabse Alag
2. Hai Junoon
3. Apun Ki Toli
4. Saanjh Ki Pighalti
5. Hai Junoon (The DJ Suketu Mix) Arranged by Aks
6. The Soul of Alag
7. Sabse Alag